# Proteínas del reloj circadiano de los mamíferos
Las células utilizan una colección compleja de proteínas que se sintetizan y degradan rítmicamente cada día como base del reloj circadiano.  Los «osciladores circadianos» son redes de circuitos de retroalimentación bioquímica que generan ritmos de 24 horas en organismos, desde bacterias hasta animales. Estos ritmos periódicos son el resultado de una interacción compleja entre los componentes del reloj que son específicos del organismo, pero comparten mecanismos moleculares entre reinos.

En las células de los mamíferos, la oscilación de 24 horas de los niveles de estas proteínas está controlada por una serie de circuitos de retroalimentación interconectados, donde los niveles de las proteínas regulan con precisión su propia producción.

Las proteínas del reloj circadiano regulan funciones que son críticas como: los niveles de hormonas, el sueño, la temperatura corporal, la presión sanguínea, el metabolismo, el comportamiento, y el nivel de alerta (arousal).

## Descubrimiento
El descubrimiento de este sistema circadiano ganó el Premio Nobel en Fisiología y Medicina en 2017 después de que Jeffrey Hall, Michael Rosbash y Michael Young dieran con los mecanismos moleculares que controlan los ritmos del reloj.
El descubrimiento se basa en experimentos realizados en los años ochenta con una mosca del vinagre. Posteriormente se demostró que se trata de un mecanismo biológico muy antiguo, 

(conservado) a lo largo de la evolución, a medida que se han sucedido las especies. 
Hall y Rosbash identificaron en 1984 un gen llamado period, que se encargaba de regular los ritmos circadianos de las moscas. Este también fue identificado de manera independiente por Young. Más tarde, Hall y Rosbash quienes aislaron la proteína PER, que está producida por el gen period. Para explicar cómo esta proteína sincronizaba el ritmo biológico de las moscas propusieron la hipótesis de que la proteína PER inhibe el gen period. De este modo, el gen funcionaría de manera cíclica porque, al activarse, se inhibiría (ya que produciría la proteína PER). Y, al inhibirse, volvería a activarse (ya que el nivel de la proteína PER bajaría). Hall y Rosbash además descubrieron que esta proteína se acumulaba en el núcleo celular durante la noche siguiendo un ciclo diario, pero se sintetizaba en el citoplasma.
Michael Young, en 1994 halló un segundo gen, llamado timeless que produce la proteína TIM. Esta se une a la PER y cuando están juntos pueden entrar al núcleo celular e inhibir el gen period. En los años siguientes, se identificaron más proteínas  involucradas en la regulación de los ritmos biológicos.

## Localización
La rotación de la Tierra conduce a ciclos día/noche e impulsa nuestros ritmos circadianos diarios hasta los procesos de microescala a nivel celular. En los mamíferos, la principal señal de tiempo externa (zeitgeber) es el ciclo de luz/oscuridad que transduce señales a través del tracto retinohipotalámico hasta el núcleo supraquiasmático (NSQ) o "reloj maestro" en el cerebro. El NSQ se comunica con el resto del cuerpo para coordinar el ritmo circadiano en cada tejido, da como resultado la regulación molecular de cada reloj celular, lo que permite a los organismos anticiparse y adaptarse a su entorno cambiante. 
El NSQ comprende una red neuronal compleja con múltiples conexiones neuronales a través del cerebro y transmite señales a los sistemas nervioso autónomo y endocrino. La influencia del NSQ en el sistema nervioso autónomo altera la sensibilidad de los tejidos periféricos a las hormonas. En consecuencia, un mismo estímulo hormonal puede inducir diferentes respuestas dependiendo de la hora del día. La importancia del NSQ como marcapasos principal se hace evidente cuando el trasplante de un NSQ en funcionamiento restablece el ritmo circadiano en ratones genéticamente arrítmicos; sin embargo, otras señales extracelulares pueden sincronizar de forma independiente los tejidos periféricos.

## Estructura
En los mamíferos, un bucle de retroalimentación de la transcripción genética conforma el reloj circadiano. Se divide en reloj central, que consiste en un TTFL (transcription/translation feedback loop), y reloj periférico. 
Las transcripción de las proteínas del reloj central (CLOCK, ARNTL/BMAL1, ARNTL/BMAL2, PER1, PER2, PER3, CRY1, CRY2 y NPAS2) son esenciales para la creación del ritmo circadiano, mientras que sus modificaciones post-transcripcionales funcionan como marcador del periodo (tau: periodo de un ciclo completo circadiano) de estos ritmos.

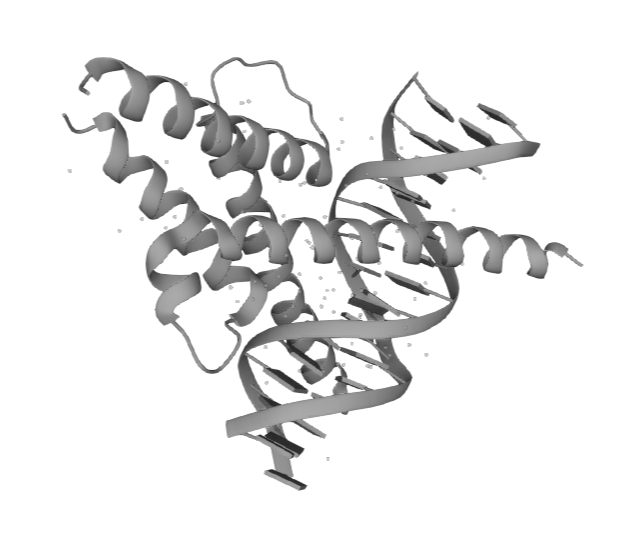
Proteína CLOCK

Las proteínas del reloj circadiano son codificadas por varios genes, los más importantes son el gen Clock y el gen Bmal. La proteína CLOCK se encuentra en el núcleo, en el citoplasma y en complejos reguladores de la transcripción. Es codificada por el gen Clock (de sus siglas en inglés "Circadian Locomotor Output Cycles Kaput"), es un factor de transcripción que afecta la duración y la persistencia de los ciclos circadianos. La proteína CLOCK funciona como acetiltransferasa, lo que le permite acerilar proteínas entre las que se encuentran las histonas y la proteína BMAL1/ARTNL, lo que le permite hacer cambios en la cromatina. Esta función acetiltransferasa es importante en el control circadiano de procesos metabólicos. Esta proteína se divide en 3 dominios, dos dominios PAS, presente en muchas proteínas de señalización donde son sensores de señal, y un dominio en motivo hélice-bucle-hélice, típico de los factores de transcripción.  Este dominio PAS se ha encontrado en varias proteínas con un papel importante en el desarrollo y la adaptación al medio y que suele ir acompañado del dominio bHLH (hélice-bucle-hélice básica) para funcionar como factor de transcripción heterodímero. Las proteínas Bmal1/ARNTL (Aryl hydrocarbon receptor nuclear translocator-like protein 1), que se encuentra en el citoplasma y en el núcleo, y Bmal 2/ARTNL2, codificadas por el gen Bmal (receptor nuclear translocador de aril hidrocarburos en cerebro y músculo), son factores de transcripción implicados en el reloj circadiano. 
BMAL-1, que también contiene un dominio PAS, y CLOCK, se unen formando el complejo BMAL1-CLOCK, un heterodímero capaz de dimerizar in vivo y activar la transcripción de los genes Period y Timeless mediante su unión a las secuencias E-box (5’-CACGTG-3’) de sus promotores, que contiene un residuo Ala además de la secuencia habitual de la E-box; aunque también se ha demostrado que reconocía otras secuencias E-box como 5’-AACGTGA-3’ y 5’-CATGTGA-3’. La proteína CLOCK se une a la parte 5’-CAC-3’, mientras que la proteína ARNTL/BMAL1 se une a la secuencia 5’-GTGA-3’. Además, regula los genes del criptocromo (como Cry1 y Cry2) y los genes Period (como Per1, Per2 y Per3) en mamíferos, que a su vez regulan este complejo. Estos factores de transcripción tienen una estructura típica de las proteínas con esta función: el motivo hélice-bucle-hélice. 
En un estudio sobre la expresión de los genes del reloj circadiano en 12 órganos en ratones se ha demostrado que, en ratones, casi la mitad (43%) de los genes oscilan con un ritmo circadiano en al menos una parte del organismo, casi siempre de una forma específica para cada órgano. En la mayoría de los casos, la expresión de estas proteínas circadianas era máxima en las llamadas “rush hours” transcripcionales, que corresponden al anochecer y al amanecer. En esta experiencia también se demostraba que los genes circadianos solían estar más agrupados en el genoma, eran más largos y tenían más empalmes (spliceforms) que los genes que no oscilan. También se podía ver que, de los fármacos más utilizados según la OMS, una gran parte tenía como diana productos del ciclo circadiano, y que, por lo tanto, la hora de la toma de estos medicamentos podría afectar su rendimiento. La expresión de los genes circadianos parece ser específica a cada órgano, con poca o ninguna coordinación entre sus genes expresados. En la mayoría de los casos los picos de expresión genética se producen al amanecer y al anochecer. Se puede ver que los genes centrales del reloj circadiano suelen estar sincronizados en todos los órganos; y que los genes con funciones “opuestas” solían tener fases opuestas (ex: activadores vs. inhibidores) El órgano en ratones con más expresión de genes circadianos es, según el experimento, es el hígado, mientras que las tres zonas del cerebro (cerebelo, tronco encefálico e hipotálamo) tenían la menor cantidad de estos genes, aunque la difícil toma de muestras de cerebro hace no segura está segura afirmación. Se puede ver también que solo 10 genes de ratón oscilaban en todos los órganos (Arntl, Dbp, Nr1d1, Nr1d2, Per1, Per2, Per3, Usp2, Tsc22d3 y Tspan4), aunque el estudio de este tipo de mecanismos no es lo suficientemente avanzado para rechazar la presencia de otros genes de este tipo.

## Funcionamiento
El mecanismo del reloj molecular en los mamíferos es un bucle de retroalimentación transcripcional que involucra al menos diez genes. Los genes CLOCK y BMAL codifican bHLH-PAS, proteínas que forman la parte positiva del bucle de retroalimentación. El heterodímero CLOCK:BMAL1 inicia la transcripción uniéndose a elementos específicos del ADN en secuencias E-box (Enhancer box), concretamente en las cajas E (5'-CACGTG-3') y E' (5'-CACGTT-3'). Este conjunto de genes activados incluye proteínas de la parte negativa del bucle de retroalimentación, como las de los genes PER (PER1 y PER2) y CRY (CRY1 y CRY2).
Las proteínas PER y CRY se dimerizan e inhiben la actividad transcripcional CLOCK:BMAL1, permitiendo que el ciclo se repita desde un nivel bajo de actividad transcripcional. Para esta actividad transcripcional cíclica la cromatina se remodela. Esto se logra mediante una combinación de proteínas modificadoras de histonas ubicuas y específicas del reloj.
Se requiere la degradación de las proteínas PER y CRY para terminar la fase de represión de la actividad y reiniciar un nuevo ciclo de transcripción. La tasa estabilidad/degradación de las proteínas PER y CRY es clave para establecer el período del reloj. La caseína quinasa CK1δ fosforila las proteínas PER para la ubicuitinación por βTrCP y la degradación por la proteasoma 26S. Las proteínas CRY también se fosforilan y FBXL3 las poliubiquitina.
Los niveles de las proteínas de la parte negativa del bucle, sobre todo las PER, determinan la fase del reloj. Por la noche, cuando los niveles de las proteínas PER son bajos, la administración aguda de luz provoca una inducción de la transcripción PER1 y PER2. Con la exposición a la luz en las primeras horas de la noche se observan retrasos en la fase de comportamiento, lo que corresponde a aumentos de las proteínas PER1 y PER2 inducidos por la luz observados en el NSQ. En la segunda mitad de la noche, solo los niveles de PER1 aumentan con la exposición a la luz, lo que corresponde a las fases de la noche en las que se producen avances de fase inducidos por la luz. Los retrasos en el comportamiento en presencia de luz durante el principio de la noche y los avances en la noche o en el alba son suficientes para apoyar el arrastre de un animal hacia un ciclo de luz-oscuridad.
Los dímeros CLOCK:BMAL1 también inician la transcripción de un segundo ciclo de retroalimentación que actúa en coordinación con el ciclo ya descrito. Esto implica la transcripción mediada por E-box de los genes de Rev-Erbα/β y RORα/β (RAR-related orphan receptor). Las proteínas Rev-Erb y ROR luego compiten por los sitios de unión del RORE (Retinoic acid-related Orphan receptor Response Element), donde las proteínas ROR activan la transcripción de BMAL1 y las proteínas Rev-Erb la inhiben. Un conjunto separado de genes PAR bZIP que contienen elementos D-box (Destruction box) en sus promotores constituyen otro bucle transcripcional potencial. Estos incluyen genes de la familia HLF, DBP, TEF y Nfil3.
Si considerásemos solo la tasa transcripción/traducción y el bucle de transcripción E-box descrito solo para los genes PER/CRY, el ciclo completo debería tomar significativamente menos de un día o incluso pocas horas. Para resolver este problema, se ha planteado que los tres elementos que proporcionan el retraso necesario para completar el ciclo cerca de las 24 horas son: E-box por la mañana, D-box durante el día y elementos RORE por la noche. Aunque no se requieran genes en estos bucles accesorios de D-box para la función del reloj, pueden servir para hacer que las oscilaciones del núcleo sean más estables y agregar precisión al período del reloj.

### Otras funciones
El reloj circadiano central y los relojes periféricos que residen en los tejidos metabólicamente activos están bien coordinados para conferir una homeostasis metabólica coherente.

#### Regulación del metabolismo lipídico
El reloj circadiano (CC en inglés) regula las vías de metabolismo de lípidos en todos los órganos metabólicos principales. En el hígado, todos los miembros de la familia proteica PPAR están regulados diurnamente. Se ha observado experimentalmente, que PPARα y PGC-1α se ciclan juntos y promueven la β-oxidación de ácidos grasos en las mitocondrias al comienzo de la noche en ratones, coincidiendo con el inicio de la búsqueda de alimento.
El reloj circadiano también es necesario para la expresión circadiana de las enzimas limitantes de la velocidad para la síntesis de colesterol y ácidos biliares, tales como HMG-CoA reductasa y colesterol 7α-hidroxilasa. El sistema circadiano asegura que la síntesis de ácidos biliares sea más alta durante el periodo en que se consume la mayor proporción de alimentos.
El reloj circadiano tiene importancia en la regulación de la tasa de lipólisis en el tejido adiposo blanco, donde se almacenan grandes cantidades de triglicéridos. En los mamíferos, los genes de la lipasa de los triglicéridos adiposos (ATGL) y la lipasa sensible a hormonas (HSL) son activados directamente por el complejo transcripcional CLOCK:BMAL1. Esto permite que el reloj central module la velocidad de la hidrólisis de lípidos a lo largo del ciclo circadiano.

## Patologías Asociadas

### Cáncer
Las células tumorales se caracterizan por una proliferación celular incontrolada que da como resultado un crecimiento tisular anormal y acelerado. Por el contrario, las células "sanas" a menudo proliferan con una tasa de división de 24 h. Esto se debe al control directo de los puntos de control del ciclo celular por parte de la maquinaria del reloj circadiano intracelular.
En cualquier tipo de célula, el 5-20% del transcriptoma está bajo control circadiano. Esta es la base para el control circadiano de los principales procesos fisiológicos, incluidas las funciones inmunitarias y la proliferación celular.
La desalineación entre el tiempo externo e interno y la alteración circadiana, como durante el trabajo por turnos, se ha asociado con un mayor riesgo de cáncer y promueve el crecimiento tumoral. Además, la alteración del reloj circadiano debido a mutaciones de genes de reloj único, como Per2 o Bmal1, acelera el crecimiento tumoral o todo el proceso de carcinogénesis. Esto se debe supuestamente a un aumento en la tasa de proliferación tras la alteración del ritmo circadiano, porque los genes supresores de tumores y los genes clave del ciclo celular están bajo el control del reloj en el contexto de un acoplamiento bidireccional reloj-ciclo celular. 
El pronóstico y la supervivencia del cáncer se han asociado con el nivel de alteración circadiana en los tejidos tumorales de los pacientes. Se ha demostrado que la mejora de los ritmos circadianos en el tumor ralentiza la progresión del ciclo celular y reduce fuertemente la proliferación y el crecimiento tumoral.

### Neurodegeneración
El envejecimiento cerebral se asocia con una disminución de la producción del reloj circadiano y una disminución de la expresión de las proteínas del reloj central, que regulan muchos aspectos de la bioquímica y el metabolismo celular. La deleción de los activadores de la transcripción del reloj circadiano, el receptor de hidrocarburos de arilo, el translocador nuclear (Bmal1) solo, o los ciclos de producción locomotora circadiana kaput (Clock) en combinación con la proteína del dominio PAS neuronal 2 (Npas2), inducen una astrogliosis grave dependiente de la edad en el paciente. 
En los tejidos periféricos, los genes reloj sirven como reguladores críticos del metabolismo celular y la homeostasis redox, y se han implicado en el proceso de envejecimiento. Los ratones con deleción dirigida de Bmal1 muestran pérdida de los ritmos circadianos conductuales y fisiológicos y desarrollan un mayor estrés oxidativo sistémico y signos de envejecimiento acelerado. Por el contrario, el envejecimiento se asocia con una expresión disminuida de los genes del reloj de extremidades positivas en el cerebro del ratón. La oscilación circadiana alterada y la lesión oxidativa se asocian con el envejecimiento cerebral y las condiciones neurodegenerativas relacionadas con la edad en los seres humanos, lo que sugiere un posible vínculo entre la disfunción del reloj circadiano, el estrés oxidativo y la neurodegeneración relacionada con la edad. Sin embargo, se desconoce si los genes del reloj central juegan algún papel en el mantenimiento de la salud neuronal o si estos genes influyen en la neurodegeneración. 
BMAL1 se ha implicado en la función astrocítica y del hipocampo, este en un complejo con CLOCK o NPAS2 regula la homeostasis redox cerebral y conecta la función alterada del gen del reloj con la neurodegeneración. La deleción de Bmal1 causa neuropatología dependiente de la edad y degeneración sináptica. Por lo tanto, conduce a una astrocitosis generalizada, así como a una degeneración discreta de las terminales axonales presinápticas.